# Língua awing
Awing ou Mbwe'wi é uma língua Banta Grassfiels falada por cerca de 19 mil na divisão Mezan da província Noroeste de Camarões, principalmente na vila de Awing-Bambaluwe

## Línguas relacionadas
. Relacionam-se com Awing as línguas  Bafut, Bambili-Bambui, Kpati, Mendankwe-Nkwen, Ngemba e Pinnyin.

## Escrita
O alfabeto latino usado pelo Awing não apresenta as letras Q, R, V, X; Usam-se as formas Ch, Gh Ny, Sh, Ts e ainda Ɛ, Ə, ɳ, ɔ, também as vogais I e U barrados

## Tons
Awing é uma língua tonal com os tons indicados como se segue: Alto e Alto-médio são indicados por acento agudo na vogal - á = /a˥/ and /a˦/; Baixo por acento grave - à = /a˩/; outros tons por ǎ = /a˩˦/ ou /a˩˥/ ; â = /a˦˩/ ou /a˥˩/.